# Ball del Gambeto
El Ball del Gambeto o Ball del Roser és la dansa tradicional de Riudaura, que es balla anualment a la Plaça del Gambeto el diumenge de Pentecosta, durant la Festa del Roser. Es tracta d'una variant del ball pla, coneguda com a ball cerdà. Té molta similitud amb danses pròximes a Riudaura, com ara el Ball Cerdà de Gombrèn, el Ball del Roser de Vallfogona del Ripollès, o el Ball dels Pabordes de Sant Joan de les Abadesses. El nom del ball es deu a la capa que duen els homes per ballar.

## Història
Els seus orígens són medievals i podrien trobar-se en l'antic monestir de Riudaura, però no es descarta que fossin anteriors.
El ball s'ha ballat poques vegades fora de Riudaura. El 2008 es va ballar a Olot en el marc d'un festival de cultura popular, i el 2014 es ballà excepcionalment fora de Riudaura, a la plaça dels Apòstols de Girona, amb motiu d'una petició del Museu d'Art de Girona. En aquella ocasió, en comptes d'una cobla la cançó fou interpretada per un trio amb contrabaix, fiscorn i acordió.
El ball del Gambeto ha sofert diversos canvis al llarg del temps. Hi ha hagut variacions en el dia de la setmana en què es balla, com també en la indumentària, les posicions socials i les figures coreogràfiques. La darrera variació del ball va ser el 2019 amb la incorporació dels Gambetons Joves, nens i nenes d'entre 12 i 13 anys.

## Vestuari
Les vuit parelles que el dansen van vestides segons el gènere: els homes porten gambeto, barret de copa i puro; les dones, faldilla llarga, caputxa blanca i un mantó brodat amb flors que els cobreix les espatlles.

## Coreografia
Primer, les parelles donen una volta a la plaça i se situen en mitja rotllana a un extrem. A continuació, les parelles ballen una a una amb punt pla de costat fins a acabar la ronda i s'intercanvien les parelles fins a la tercera volta, que els balladors deixen la seva parella i van a cercar persones del públic.

## Música
La música és d'autor desconegut i a principis del segle XX ja s'interpretava amb una cobla. Es divideix en dues parts repetides de vuit compassos cada una. A partir de la melodia del Ball del Gambeto, la població va crear cançons amb un caràcter burlesc i humorístic com ara el ball del Roser.

### El ball del Roser
| « | El Ball del Roser Marieta, Marieta, el Ball del Roser Marieta ja el sé. La, la-ra-la-la-la-la, la-ra-la-la-la-la, la-ra-la-la-la-la, la-ra, la-la-la-la, la-ra-la-la, la-ra-la-la-ra-la, la. Ballem-lo tots dos Marieta, Marieta, ballem-lo tots dos fent bella parella. (tornada) Ballem-lo tots dos Marieta, Marieta, ballem-lo tots dos amb posat airós. (tornada) Marieta, piu, piu, n'ha posat una lloca, n'ha posat tres ous i n'han nascut quatre. (tornada) Marieta, piu, piu, no et casis encara, Marieta piu, piu espera l'istiu. (tornada) | » |

## Llegat
El ball ha sigut retratat diverses vegades per pintors catalans. L'artista Marià Vayreda va pintar el Ball del Gambeto el 1890. Una obra que està actualment exposada al Museu d'Art de Girona. Josep Berga i Boada també va retratar el Ball del Gambeto en diverses obres.
D'altra banda, els personatges del ball del gambeto van influir la creadora gegantera Àngels Jutglà a l'hora de fer els gegants de gràcia. També va inspirar el primer ball propi que tenen aquests gegants, anomenats Pau i Llibertat, tot i ser una interpretació lliure, que solen ballar exclusivament per la MardeDeu d'agost o per la festivitat de Sant Isidre, dates senyalades per aquesta colla gegantera.